# Brazil's Next Top Model (terza edizione)
La terza ed ultima edizione di Brazil's Next Top Model è andata in onda dal 10 settembre al 3 dicembre 2009 sul canale via cavo Sony Entertainment Television condotta dalla modella Fernanda Motta; ancora una volta il cast è composto da 13 aspiranti modelle provenienti da tutto il Brasile (scelte tra 20 semifinaliste durante il primo episodio). La vincitrice, la ventenne Camila Trindade da Porto Alegre, ha portato a casa un contratto con la Ford Models, un servizio con copertina con la rivista Gloss, un contratto pubblicitario con la C&A, una vacanza a Parigi, un corso di inglese in Irlanda e un contratto con la casa di cosmetici Expor.

## Concorrenti
(L'età si riferisce al tempo della messa in onda del programma)
| Nome                    | Età | Altezza | Provenienza                     | Posizione  |
| ----------------------- | --- | ------- | ------------------------------- | ---------- |
| Jéssyca Schamne         | 18  | 174 cm  | Curitiba, Paraná                | 13.        |
| Liana Góes              | 26  | 170 cm  | Fortaleza, Ceará                | 12.        |
| Rafaelly "Rafa" Xavier  | 19  | 185 cm  | Natal, Rio Grande do Norte      | 11.        |
| Camila Shiratori        | 21  | 174 cm  | Guarulhos, San Paolo            | 10.        |
| Rafaela Machado         | 18  | 171 cm  | São Caetano do Sul, San Paolo   | 9.         |
| Giovahnna Ziegler       | 18  | 171 cm  | Rio de Janeiro, Rio de Janeiro  | 8.         |
| Fabiana Teodoro         | 20  | 171 cm  | Pindamonhangaba, San Paolo      | 7.         |
| Juliana Aniceto         | 19  | 175 cm  | San Paolo, San Paolo            | 6.         |
| Beatriz "Bia" Fernandes | 18  | 175 cm  | Brasilia, Distretto Federale    | 5.         |
| Tatiana Domingues       | 20  | 174 cm  | Rio de Janeiro, Rio de Janeiro  | 4.         |
| Mírian Araujo           | 24  | 170 cm  | Salvador, Bahia                 | 3.         |
| Bruna Brito             | 21  | 180 cm  | Curitiba, Paraná                | 2.         |
| Camila Trindade         | 20  | 174 cm  | Porto Alegre, Rio Grande do Sul | Vincitrice |

## Riassunti

### Ordine di eliminazione
| Order | Episodi   | Episodi   | Episodi   | Episodi   | Episodi   | Episodi   | Episodi   | Episodi   | Episodi   | Episodi   | Episodi   | Episodi   | Episodi   |  |
| Order | 1         | 2         | 3         | 4         | 5         | 6         | 7         | 8         | 9         | 10        | 11        | 13        | 13        |  |
| ----- | --------- | --------- | --------- | --------- | --------- | --------- | --------- | --------- | --------- | --------- | --------- | --------- | --------- |  |
| 1     | Mírian    | Camila T. | Mírian    | Bruna     | Bia       | Tatiana   | Juliana   | Bruna     | Tatiana   | Bruna     | Camila T. | Camila T. | Camila T. |  |
| 2     | Camila T. | Camila S. | Giovahnna | Giovahnna | Camila T. | Fabiana   | Tatiana   | Camila T. | Bruna     | Tatiana   | Bruna     | Bruna     | Bruna     |  |
| 3     | Giovahnna | Fabiana   | Camila T. | Camila S. | Tatiana   | Juliana   | Mírian    | Bia       | Bia       | Camila T. | Mírian    | Mírian    |           |  |
| 4     | Bia       | Bruna     | Juliana   | Camila T. | Mírian    | Mírian    | Bia       | Mírian    | Camila T. | Mírian    | Tatiana   |           |           |  |
| 5     | Rafaela   | Rafaela   | Bruna     | Juliana   | Bruna     | Bia       | Fabiana   | Juliana   | Mírian    | Bia       |           |           |           |  |
| 6     | Tatiana   | Juliana   | Rafaela   | Mírian    | Rafaela   | Bruna     | Bruna     | Tatiana   | Juliana   |           |           |           |           |  |
| 7     | Bruna     | Tatiana   | Rafa      | Bia       | Fabiana   | Camila T. | Camila T. | Fabiana   |           |           |           |           |           |  |
| 8     | Juliana   | Giovahnna | Tatiana   | Tatiana   | Juliana   | Giovahnna | Giovahnna |           |           |           |           |           |           |  |
| 9     | Rafa      | Mírian    | Fabiana   | Rafaela   | Giovahnna | Rafaela   |           |           |           |           |           |           |           |  |
| 10    | Jéssyca   | Bia       | Bia       | Fabiana   | Camila S. |           |           |           |           |           |           |           |           |  |
| 11    | Fabiana   | Rafa      | Camila S. | Rafa      |           |           |           |           |           |           |           |           |           |  |
| 12    | Camila S. | Liana     | Liana     |           |           |           |           |           |           |           |           |           |           |  |
| 13    | Liana     | Jéssyca   |           |           |           |           |           |           |           |           |           |           |           |  |

- L'episodio 12 è il riassunto dei precedenti

     La concorrente viene eliminata
     La concorrente vince la competizione

### Servizi
- Episodio 1: Foto di gruppo glamour (Casting)
- Episodio 2: Stili differenti in passerella
- Episodio 3: In lingerie con modelli
- Episodio 4: Beauty shoots con accessori bizzarri
- Episodio 5: Pubblicizzazione di scarpe
- Episodio 6: Video d'alta moda
- Episodio 7: Scatti con rettili
- Episodio 8: Circo d'alta moda
- Episodio 9: Vestiti di plastica
- Episodio 10: Scatti drammatici, misteriosi e sexy
- Episodio 11: Alta moda by Dener
- Episodio 12: Scenografia

### Giudici
- Fernanda Motta
- Erika Palomino
- Dudu Bertholini
- Duda Molinos